# 조반니 1세 벤티볼리오

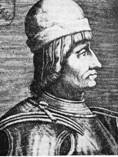
조반니 1세 벤티볼리오

조반니 1세 벤티볼리오(Giovanni I Bentivoglioc, 1358년 – 1402년 6월 26일)는 볼로냐 가문간의 다툼 속에서 세력을 키워온 벤티볼리오 가문 출신의 초대 볼로냐 통치자이다. 그는 1401-02년을 통치했다.
1401년 3월 14일, 그는 볼로냐의 시뇨레이자 곤팔로니에레 디 주스티치아라고 선언하였고 비스콘티 가문의 도움을 받으며 그의 통치를 안정화하였다. 하지만 비스콘티가 그에게서 등을 돌리며 그의 통치는 오래가지 못 하였다. 그는 카살레키오 전투에서 패배하고 전사하였고 산 자코모 마조레(San Giacomo Maggiore) 성당에 안치되었다. 그의 자리를 아들 안톤갈레아초가 잠시 이어받았으나, 곧 폐위당하였다. 조반니의 손자인 안니발레 1세 때에 들어서야 가문은 완전히 힘을 회복하게 된다.